# Accademia di belle arti di Urbino
Pour les articles homonymes, voir Académie des beaux-arts.
L'Accademia di Belle Arti d'Urbino est l'académie des beaux-arts de la commune d'Urbino, dans la région italienne des Marches. Fondée en 1967 elle est hébergée dans l'ancien couvent des Carmélites déchaux de la ville (Ex convento dei Carmelitani Scalzi (it)). 

## Présidents
| Président        | Période   |
| ---------------- | --------- |
| Sergio Antonelli | 1967-1972 |
| Corrado Dionigi  | 1972-1982 |
| Giuseppe Franzè  | 1982-1999 |
| Piero Guidi      | 2000-2003 |
| Vittorio Sgarbi  | 2003-2013 |
| Giorgio Londei   | 2013-     |

## Directeurs
| Directeur           | Période   |
| ------------------- | --------- |
| Renato Bruscaglia   | 1967-1970 |
| Concetto Pozzati    | 1970-1973 |
| Arnaldo Battistoni  | 1973-1983 |
| Elio Marchegiani    | 1983-1988 |
| Giorgio Bompadre    | 1988-1989 |
| Gabbris Ferrari     | 1989-1991 |
| Cristina Marabini   | 1991-1997 |
| Rossano Guerra      | 1997-1999 |
| Massimo Marra       | 1999-2000 |
| Umberto Palestini   | 2000-2010 |
| Sebastiano Guerrera | 2010-2014 |
| Umberto Palestini   | 2014-     |